# Дара Шукох
Султан Мухаммад Дара Шукох (20 марта 1615 — 30 августа 1659) — старший сын и наследник (падшахзаде) могольского падишаха Шах Джахана I, субадар Аллахабада (1645—1648), Гуджарата (1648—1652), Мултана и Кабула (1652—1657), Бихара (1657—1658).
Полное имя-титул: Падшахзаде-и-Бузург Мартаба Джалал аль-Кадир Султан Мухаммад Дара Шикох Шах-и-Буланд Икбал.

## Наследник престола
Падшахзаде Султан Мухаммад Дара Шукох родился в Аджмере 20 (30) марта 1615 года старшим сыном падишаха Шах Джахана I и его любимой жены Мумтаз-Махал. 11 февраля 1633 года женился на своей кузине Надире-бегум Сахибе, дочери шахзаде Султан Парвеза-мирзы (1590—1626), от брака с которой имел семь детей.
10 сентября 1642 года Дара Шукоху как наследнику престола был дарован титул Шахзаде-и-Буланд Икбал («Принц Высокой Удачи»). С 1645 по 1658 годы шахзаде Дара Шукох в должности субадара последовательно управлял Аллахабадской, Гуджаратской, Мултанской, Кабульской и Бихарской субами Могольской империи. 15 февраля 1655 года отец пожаловал ему титул Шах-и-Буланд Икбал («Повелитель Высокой Удачи»)

## Борьба за престол

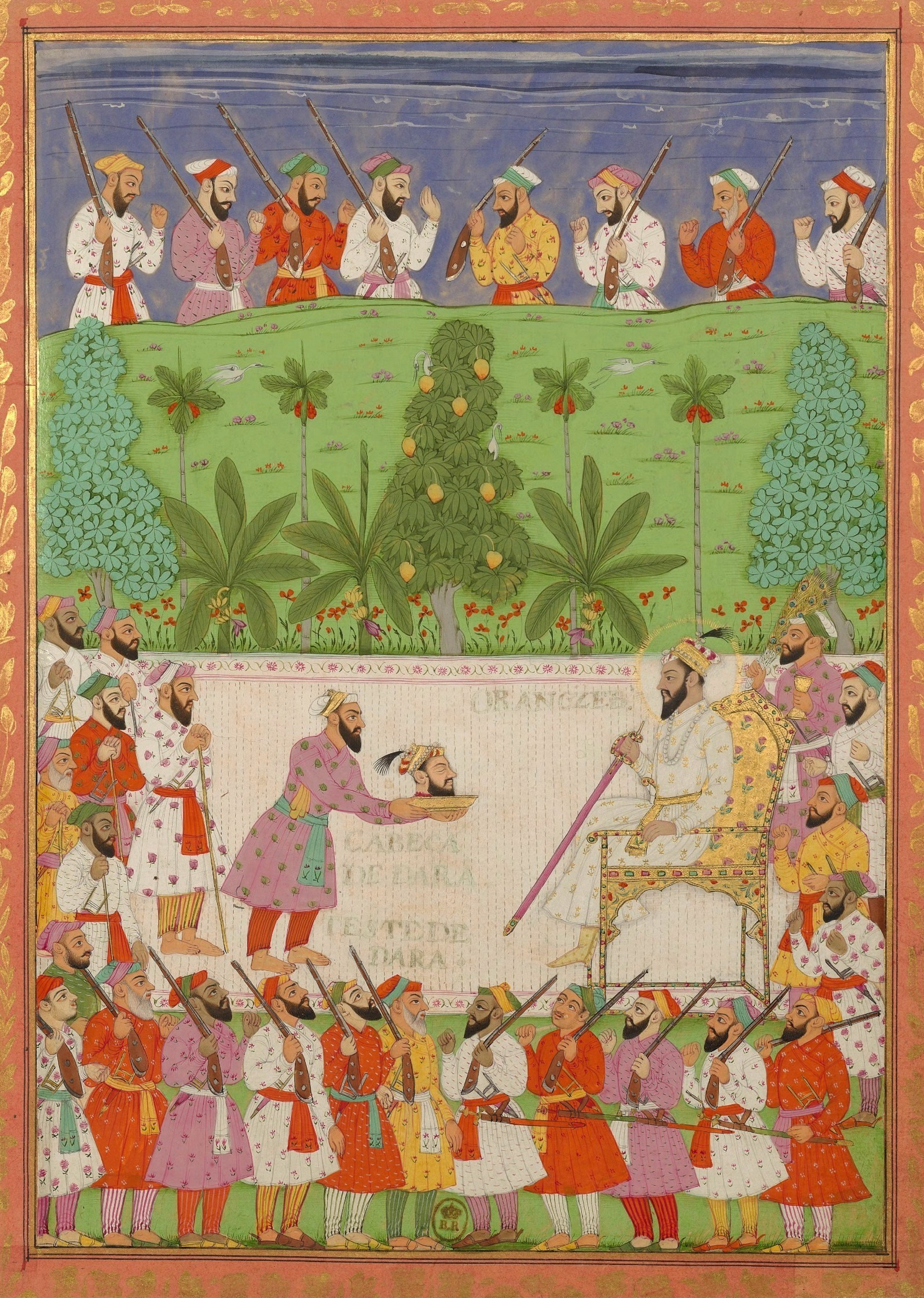
Раб Насир преподносит голову Дара Шукоха Аурангзебу. Миниатюра из «Истории моголов» Никколо Мануччи, Голконда, 1678-86гг., Национальная библиотека, Париж.

В сентябре 1657 года могольский падишах Шах Джахан серьезно заболел. Поползли слухи, что его болезнь смертельна. К этому времени Могольская империя была фактически разделена на большие уделы, которыми управляли в качестве наместников его сыновья. Из четырёх братьев Дара был наиболее приближен к отцу и постоянно находился вместе с ним в Агре. Именно Дару Шукоха заболевший Шах Джахан официально назначил своим преемником, пытаясь избежать братоубийственной распри. Однако между его четырьмя сыновьями (Дарой Шукохом, Шах Шуджой, Аурангзебом и Мурадом) началась ожесточенная междоусобная война за престол падишаха.
Старший сын и наследник престола Дара Шукох, находившийся в столице, фактически руководил всеми государственными и военными делами империи. Младшие братья Дары стали собирать войска и готовиться к походу на Дели. Вначале принц Шах Шуджа, управлявший Бенгалией, провозгласил себя падишахом, начал чеканить собственную монету и приказал читать хутбу с упоминанием своего имени. Бенгальский наместник Шах Шуджа с войском выступил в поход на Дели. Мурад Бахш, наместник Гуджарата, также объявил себя падишахом и приказал умертвить министра финансов, присланного к нему отцом Шах Джаханом для поверки дел, захватил и разграбил богатый город-порт Сурат. Наместник Декана Аурангзеб, по характеру более хитрый и острожный, вначале не стал открыто выступать против старшего брата и собирал военные силы.
В феврале 1658 года Шах Шуджа со своим войском прибыл в Беренас. Наследный принц Дара Шукох отправил против него первую могольскую армию под командованием своего сына Сулеймана Шукоха и раджпутского военачальника Джаи Сингха из Амбера. 24 февраля в битве под Бахадурпуром, около Бенареса, Шах Шуджа потерпел поражение от армии старшего брата и бежал вниз по течению Ганга до Монгира. Между тем вторая могольская армия под руководством раджпута Джасванта Сингха из Марвара и Касим-хана выступила из столицы в поход на юг, чтобы не дать соединиться войскам Аурангзеба и Мурада. Однако младшие братья успели объединить свои силы для совместной борьбы против Дары Шукоха.
15 апреля 1658 года в битве под Джарматом деканский наместник Аурангзеб и гуджаратский наместник Мурад разгромили армию своего старшего брата. Однако Дара Шукох не прекратил борьбу и приказал мобилизовать столичное население. 18 мая 1658 года наследный принц Дара Шукох с собранным войском выступил в поход из Агры против своих младших братьев Аурангзеба и Мурада.
29 мая в битве под Самугаром Дара Шукох потерпел сокрушительное поражение от объединенных сил Аурангзеба и Мурада. Дара Шукох потерял убитыми 10 тысяч человек, были захвачены пушки и весь его лагерь.
Дара Шукох бежал в Агру, а оттуда устремился в Дели, чтобы попытаться там ещё раз собрать армию и очередное сражение своим братьям. 8 июня 1658 года Аурангзеб и Мурад подступили к Агре, захватили столицу и городскую крепость. Аурангзеб приказал заключить под домашний арест своего больного отца Шах Джахана. 13 июня Аурангзеб и Мурад с войсками выступили на Дели. Во время этого похода Аурангзеб приказал схватить и заключить в темницу своего младшего брата Мурада. Аурангзеб занял Дели, где провозгласил себя падишахом Могольской империи. 21 июля 1658 года Аурангзеб с армией выступил из Дели против своего старшего брата Дары Шукоха.
Между тем наследный принц Дара Шукох с большими сокровищами бежал из Дели в Лахор. При приближении к городу армии Аурангзеба Дара со своим войском отступил в Синд, а оттуда в Гуджарат, везде пополняя свои силы. Вскоре раджпутский князь Джасвант Сингх предложил Даре Шукоху пойти в поход на север к Агре, обещая присоединиться к нему с 20-тысячным раджпутским войском. Дара Шукох и Джасвант Сингх обязались выступить на Агру и освободить из плена Шах Джахана. Однако Джасвант Сингх перешёл на сторону Аурангзеба. Весной 1659 года Дара Шукох со своим войском дошел до Аджмера, где соорудил сильные оборонительные позиции и стал ждать подхода Аурангзеба. 14 марта 1659 года после трехдневного сражения Аурангзеб разгромил армию Дары. Наследный принц с младшим сыном Сипихром Шукохом бежал на юг. Аурангзеб отправил в погоню за старшим братом армию под командованием раджпута Джаи Сингха. Дара Шукох отступил через пустыню в Синд. Однако местный вождь Малик Дживан, обязанный Даре Шукоху своей жизнью, предал его и захватил в плен. Дара Шукох вместе с младшим сыном Сипихром Шукохом был отправлен в Дели. Дара Шукох был заключён в темницу, где 30 августа 1659 года его убили по распоряжению Аурангзеба.

## Семья
- Старшего сына Дара Шукоха звали Султан Сулейман Шукох (1635—1662). После поражения отца он бежал в Пенджаб, где был захвачен местным раджой и выдан Аурангзебу. Сулейман Шукох был отправлен в Гвалиорский форт, где его заключили в темницу и вскоре отравили. Два его сына были по приказу Аурангзеба убиты в форте Бхаккар в Синде.
- Младший сын Дара Шукоха Султан Мухаммад Сипихр Шукох (1644—1708) также был отправлен в Гвалиорский форт, где провел четырнадцать лет в заключении. В 1673 году он был освобожден из темницы, Аурангзеб женил его на одной из своих дочерей и разрешил им жить в островной тюрьме Салимгарха близ Дели.
- У Дара Шукоха было ещё двое сыновей, Михр Шах (1638—1638) и Султан Мумтаз Шукох (1643—1647), которые умерли в раннем возрасте.[1]

## Творчество
Труды по суфизму и жития аулийи (мусульманских святых):
- Сафинат уль-Аулия
- Сакинат уль-Аулия
- Рисаала-и Хак Нума
- Ул тарикат-Хакикат
- Хасанаат уль — ' Арифин
- Иксир-и ' азам (диван-и-Дара Шико)

Труды философского и метафизического характера:
- Маджма-уль-Бахрейн (смешение двух океанов)
- So’AAL o Jawaab bain-e-Laal Daas wa Dara Shikoh (также называемый Mukaalama-i Baba Laal Daas wa Dara Shikoh)
- Сирр-и-Акбар (великая тайна, его перевод Упанишад на персидский язык)

Он также перевёл Бхагавад-Гиту и Йога-Васиштху на персидский язык.